# FV Rheingold Rübenach
Der FV "Rheingold" Rübenach 1919 e.V. ist ein deutscher Sportverein mit Sitz im Koblenzer Stadtteil Rübenach in Rheinland-Pfalz.

## Geschichte
Zur Saison 1961/62 stieg die erste Fußball-Mannschaft in die drittklassige Amateurliga Rheinland auf. Mit 23:29 Punkten konnte sich die Mannschaft über den zwölften Platz der Staffel West auch relativ knapp die Klasse halten. Nachdem die Liga zur nächsten Saison eingleisig wurde, reicht am Ende der Saison 1962/63 der achte Platz in der Staffel West nicht aus um die Liga zu halten und die Mannschaft musste erst einmal wieder absteigen. Zur Saison 1965/66 gelang dann jedoch wieder der Aufstieg und man konnte sich am Ende der Spielzeit mit 29:31 Punkten auf dem neunten Platz platzieren. Nach der darauffolgenden Saison ging es mit 24:36 Punkten über den 15. Platz jedoch wieder nach unten. Ein letzter Aufstieg gelang dann nochmal zur Saison 1970/71, hier war mit 20:40 Punkten über den 15. Platz am Ende der Spielzeit jedoch direkt wieder Schluss.
2004/05 spielte er der Klub nochmals für einen Saison in der Rheinlandliga.